# Mikołaj Juliusz Wachowicz
Mikołaj Juliusz Wachowicz (ur. 6 listopada 1971 w Sierpcu) – polski pisarz fantastyczny i publicysta. Z wykształcenia politolog (specjalizacja historyczno-polityczna) i polonista (specjalizacja literaturoznawcza), podwójny absolwent Uniwersytetu Warszawskiego.

## Twórczość
Autor opowiadań historycznych z elementami fantastyki. Pisuje również wiersze fantastyczne.
Od 2004 r. związany ze środowiskiem Fandomu. Uczestniczył w warsztatach organizowanych przez Klub Tfurców. Od 2005 na konwentach fantastyki wygłosił ponad 40 prelekcji historycznych i literackich, a także prowadził liczne spotkania z autorami. W 2015 pasowany na Smoka Fandomu.
Jest współautorem Encyklopedii Fantastyki, w której zajmuje się nieistniejącymi już czasopismami „Fenix” i „Science Fiction, Fantasy i Horror”, a także biogramami autorów publikujących w tych tytułach oraz na Szortal.pl.
Publikował w licznych periodykach, m.in. w czasopiśmie ZHP „Czuwaj” (debiut w 1992), „Przeglądzie Katolickim” i czasopismach środowiska bibliotekarskiego. Współpracuje z dwumiesięcznikiem „Poezja dzisiaj” i portalem Pisarze.pl oraz kilkoma czasopismami lokalnymi, w tym kwartalnikiem ekologiczno-literackim „Las Kabacki”, gdzie w latach 2015–2019 pełnił też funkcję sekretarza redakcji.

## Inna działalność
Był m.in. nauczycielem, wykładowcą (2006–2007) w Warszawskiej Wyższej Szkole Humanistycznej, etatowym pracownikiem MEN, Stowarzyszenia Bibliotekarzy Polskich i Instytutu Badań Literackich PAN. Zajmuje się także publicystyką (m.in. od lutego 2016 należy do Stowarzyszenia Dziennikarzy Polskich, w którego Oddziale Warszawskim do listopada 2021 pełnił funkcję Sekretarza Sądu Koleżeńskiego, a w nowej kadencji jest członkiem Komisji Rewizyjnej tego Oddziału; publikuje także na portalu Stowarzyszenia), a także kwerendami archiwalnymi i genealogią.
W 2022 roku w Akademii Sztuki Wojennej obronił dysertację doktorską pt. Bezpieczeństwo informacyjne państwa w przestrzeni publicznej: między teorią a praktyką formułowania przekazu medialnego napisaną pod kierunkiem prof. Jarosława Gryza.
Pracuje jako starszy kustosz w Ośrodku Informacji Naukowej Centralnej Biblioteki Wojskowej.
Członek Kapituły Nagrody Literackiej im. Jarosława Zielińskiego.

## Poglądy
Należał do kilkunastu stowarzyszeń, gdzie wielokrotnie pełnił różne funkcje, m.in. w latach 1994–2001 działał w Stowarzyszeniu Katolickiej Młodzieży Akademickiej na Uniwersytecie Warszawskim. W latach 1999–2001 należał do „Koła Przyjaciół Pro Fide, Rege et Lege” ZChN, a w latach 1997–2009 do Klubu Zachowawczo-Monarchistycznego, gdzie przez ostatnich 6 lat przewodniczył Komisji Rewizyjnej. Od 2017 jest sekretarzem Głównej Komisji Rewizyjnej Polskiego Towarzystwa Heraldycznego.
Jako konserwatysta pozostaje zdystansowany do ideologii dwudziestowiecznych, czemu nierzadko daje wyraz w swoich tekstach.

## Życie prywatne
Żonaty od 1995. Z żoną mają pełnoletniego syna Alberta Maksymiliana.

## Publikacje

### Książki
Jako autor:
- Powiedziałem wam wszystko co wiem. Jarosław Zieliński i jego pokolenie 1971, Oficyna Wydawnicza ASPRA-JR, Warszawa 2017, ISBN 978-83-7545-798-8

Jako redaktor i autor jednego z rozdziałów:
- Jestem głosem waszego świata : recenzje i szkice o twórczości Jarosława Zielińskiego, Oficyna Wydawnicza Aspra-JR, Warszawa, 2017, ISBN 978-83-7545-775-9

### Opowiadania
- Danton, Reakcja 19/1998
- Februaryjski festiwal faszystowski (fotoreportaż), Reakcja 23/1999
- Książę, Reakcja 35/2000
- Wilk morski, w: „Bez bohatera. Antologia polskich opowiadań fantastycznych”, Copernicus Corporation 2005
- Żonobójca, Science Fiction, Fantasy i Horror 01 (63)/2011
- Zdrajca, Science Fiction, Fantasy i Horror 08 (70)/2011
- Głowa Helwidiusza Priska, Qfant 16/2012
- Eksperymentator, Widok z Wysokiego Zamku 02–03 (59–60)/2013
- Fobos, Widok z Wysokiego Zamku 02–03 (63–64)/2014
- Źrebica – Widok z Wysokiego Zamku 01 (66)/2015
- Na przeprawie – Widok z Wysokiego Zamku 02–03 (67–68)/2015
- Dzień sześćdziesiąty piąty, czyli alegat do Historii rodu Uzedów, Pisarze.pl, e-Tygodnik Literacko-Artystyczny, nr 02(285)/2016

### Inne
Jest autorem kilkunastu krótkich form prozatorskich tzw. szortów na nieistniejącym już portalu Szortal.pl.
Publikował też poezję fantastyczną, m.in. w takich periodykach jak „Nihil Obstat” i „Poezja dzisiaj”.